# サイラス・ジュイ
サイラス・ジュイ（Cyrus Gichobi Njui、1986年2月11日 - ）は、ケニア出身で日本を拠点に活動する陸上競技選手。オン・ジャパン株式会社 所属。身長171cm、体重52kg。

## 来歴
流通経済大学付属柏高等学校時代には、同じ陸上部に在籍していたジョセファト・ダビリと共に高校陸上界を席巻し、インターハイ3000mSCでは2連覇を達成する。
高校卒業後は流通経済大学を経て日産自動車に所属し、2006年の札幌国際ハーフマラソンを制する。その後、日立電線マラソン部・日立物流グループ陸上部に所属。2010年の札幌国際ハーフマラソンでは2度目の優勝、北海道マラソンでは初マラソン初優勝を果たす。2011年札幌国際ハーフマラソンでも3度目の優勝を果たした（同大会3度の優勝はイカンガー、マヤカ、モグスに次いで4人目）。同女子優勝のフロレンス・キプラガトはケニアの同郷。
2015年8月の北海道マラソンで2位に入るが、大会の検査で興奮剤のメチルエフェドリンが検出され、12月21日に日本アンチ・ドーピング機構より同大会の記録失効及び8か月の資格停止処分が発表された。禁止薬物は「服用した風邪薬に含まれていた」と本人が証言している。
2016年の北海道マラソンにて、トップ争いを繰り広げ、2時間14分38秒で準優勝。同年、10月23日に開催されちばアクアラインマラソンのハーフマラソンにて、公務員ランナー川内優輝とのデッドヒートを繰り広げ優勝を飾る。記録は1時間6分24秒。
2017年10月25日より放送開始の日曜劇場『陸王』（TBS）にセブスポーツ所属「サイラス・ジュイ」として出演。ドラマ内で行われた架空のレース「第62回　豊橋国際マラソン選手権大会」において、メインキャストの竹内涼真演じる茂木裕人、佐野岳演じる毛塚直之らと首位争いを演じ、自身の公式記録を上回る2時間8分44秒（ドラマ上の架空の記録）で優勝を果たしている。2017年12月24日に放送された『陸王』最終回では、豊橋国際マラソン選手権大会3連覇を目指すケニア人ランナーとして再び出演。レース序盤から先頭グループを引っ張るものの、40 km地点付近で故障により離脱。デッドヒートを制した茂木裕人が優勝を果たした。

## 主な戦績
- 2002年 全国高等学校総合体育大会 3000mSC 優勝 8分57秒41
- 2003年 全国高等学校総合体育大会 3000mSC 優勝 8分55秒69 2連覇
- 2006年 札幌国際ハーフマラソン 優勝 1時間1分16秒
- 2006年 国際千葉駅伝 優勝 6区(区間賞)
- 2010年 札幌国際ハーフマラソン 優勝(2回) 1時間1分20秒
- 2010年 北海道マラソン 優勝 2時間11分24秒
- 2011年 東京マラソン 5位 2時間9分10秒
- 2011年 札幌国際ハーフマラソン 優勝(3回) 1時間1分47秒 2連覇
- 2014年 東京マラソン 14位 2時間9分35秒
- 2015年 北海道マラソン 2位 2時間17分00秒→記録抹消
- 2016年 北海道マラソン 2位 2時間14分38秒
- 2016年 ちばアクアラインマラソン（ハーフマラソンの部）優勝 1時間6分24秒

## 記録
- 5000m - 13分22秒76
- 10000m - 27分56秒63
- ハーフマラソン - 1時間01分03秒
- マラソン - 2時間9分10秒